# Sanitarium (jeu vidéo)
Pour les articles homonymes, voir Sanitarium.
Sanitarium est un jeu vidéo d'aventure, développé par DreamForge Intertainment et sorti en 1998.
Le jeu est un thriller psychanalytique qui met en scène un homme, Max Laughton, frappé d'amnésie à la suite d'un accident de la route. Max doit partir à la recherche de sa mémoire perdue en traversant une succession d'univers inquiétants qui mêlent ses souvenirs, ses peurs intimes, et ses cauchemars. Au fil de l'histoire, le personnage de Max change plusieurs fois d'apparence et de personnalité. Son passé est progressivement révélé au joueur au moyen de flashbacks disséminés dans les chapitres du jeu.

## Synopsis
Tout commence après un accident de voiture. Une alarme assourdissante réveille le personnage du joueur, qui se retrouve dans un asile étrange où plusieurs fous s'agitent autour de lui ; sa tête est couverte de bandages et il est devenu totalement amnésique. Seule une clé bizarre, activant un mécanisme sur le socle d'une statue d'ange, lui permettra de s'enfuir.
La mémoire reviendra par bribes : un certain docteur Morgan dirige cet asile… Ce docteur Morgan s'intéresse à lui, et d'ailleurs c'était peut-être un ami… Le personnage s'appelle Max Laughton et il cherchait quelque chose en rapport avec sa sœur Sarah… Mais sa sœur est morte depuis bien longtemps…

## Système de jeu
Le jeu est représenté en 3D isométrique et se contrôle essentiellement à la souris : le bouton gauche permet d'examiner et d'interagir avec l'environnement, ou d'accéder à l'inventaire quand le clic est effectué sur le personnage ; maintenir le bouton droit appuyé permet de se déplacer. Les raccourcis claviers peuvent être redéfinis par le joueur.
Le jeu est divisé en chapitres, chacun présentant une ambiance différente destinée à raviver la mémoire du personnage en suscitant une émotion forte :
1. Les cellules de la tour ;
2. Les innocents abandonnés ;
3. La cour et l'église ;
4. Le cirque des bouffons ;
5. La cave ;
6. La demeure ;
7. Le laboratoire ;
8. La ruche ;
9. La morgue et le cimetière ;
10. Le village perdu ;
11. Le labyrinthe ;
12. Le gant ;
13. Le dernier jeu de Morgan.

En cas de mort du personnage, le jeu reprend à l'endroit précédant la scène fatale et non au début du chapitre.

## Accueil
Le jeu est généralement reconnu comme de grande qualité, tant au niveau de son histoire et de ses graphismes que de sa musique ; par exemple, le jeu avait été classé comme 52e meilleur jeu de tous les temps dans un palmarès établi en 2011 par la rédaction de Jeuxvideo.com. Il a reçu la note de 3,5/5 sur le site Adventure Gamers.
Mais en raison d'un univers présenté comme violent et morbide, notamment par Familles de France, le jeu a été retiré de la vente une semaine après sa sortie en France.